# Rolf Theißen
Rolf Theißen (* 1956 in Krefeld) ist ein deutscher Rechtsanwalt, Notar und Fachanwalt für Bau- und Architektenrecht.

## Werdegang
Theißens Rechtsanwaltszulassung und Promotion erfolgten 1990. Seit 1998 ist er zudem Lehrbeauftragter für Baurecht und Vergaberecht an der Berliner Hochschule für Technik (vormals: Beuth Hochschule für Technik). 1999 erfolgte die Zulassung als Notar. Seit 2005 ist er Fachanwalt und Vorsitzender des Fachanwaltsausschusses für Baurecht und Architektenrecht der Rechtsanwaltskammer Berlin.
Theißen ist spezialisiert auf die Beratung und Vertretung öffentlicher und gewerblicher Auftraggeber in den Bereichen Baurecht sowie Immobilien- und Infrastrukturrecht. Er ist Mitherausgeber eines Kommentars zur Honorarordnung für Architekten und Ingenieure (HOAI) sowie Autor und Co-Autor zahlreicher Fachbuch-Veröffentlichungen (u. a. der VOB/B-Musterformularsammlung). Seit 1995 erfolgt seine Vortrags- und Seminartätigkeit in den Bereichen des Bau-, Immobilien- und Vergaberechts.
Theißen ist Gründungsgesellschafter von Theißen Stollhoff & Partner mbB. Er ist Vorsitzender des Fachanwaltsausschusses für Bau- und Architektenrecht der Rechtsanwaltskammer Berlin und Mitglied des Baugerichtstages.

## Veröffentlichungen (Auswahl)
- als Co-Bearbeiter: Korbion, Mantscheff, Vygen: HOAI – Honorarordnung für Architekten und Ingenieure. Kommentar. 10. Auflage, Beck-Verlag, München 2024.
- Umnutzung von Gewerbeimmobilien, Reguvis-Verlag, Stuttgart 2022, von Rolf Theißen und Frank Stollhoff (Hrsg.)
- Die neue Bauvergabe 2019, Rehm-Verlag, München 2019
- Rechtsfragen der Technischen Ausrüstung, Beuth Verlag, Berlin 2016 (Co-Autorin E. Reininghaus),
- Sektorenverordnung Kompakt, Beuth-Verlag, Berlin 2016 (Co-Autor F. Stollhoff),
- Die neue Bauvergabe, Rehm-Verlag, Heidelberg 2016
- Die neue VOB Die neue VOF, Jehle-Rehm-Verlag, Heidelberg 2010, von Rolf Theißen und Frank Stollhoff
- Honorarordnung für Architekten und Ingenieure (HOAI), Kommentar, 1. – 6. Auflage, Kommunal- und Schul-Verlag, Wiesbaden 2010, 2012, 2014, 2017, 2021, 2025, Rolf Theißen u. a.
- VOB/B-Bauvertragsabwicklung anhand von Musterformularen, Handbuch für öffentliche und gewerbliche Auftraggeber, 2. und 3. Auflage, Fraunhofer IRB Verlag, Stuttgart 2011 und 2017
- Das neue Mediationsgesetz beim Planen + Bauen, Rehm-Verlag, Heidelberg 2012, von Barbara Buschmann und Rolf Theißen
- Das Vertragsrecht für Auftraggeber: Vertragsregelungen für gewerbliche und öffentliche Aufträge, Jehle-Rehm-Verlag, Heidelberg/München 2004, von Rolf Theißen und Frank Stollhoff
- PC-Formulare VOB/B: Musterbriefe für Auftraggeber, Jehle-Rehm-Verlag, Heidelberg/München 2002 und 2004 (Co-Autorin: S. Faisst)
- Sektorenverordnung-Handbuch zur Vergabe öffentlicher Aufträge in den Bereichen Verkehr, Energieversorgung, Trinkwasserversorgung, BEKA-Verlag, Köln 2010, von Rolf Theißen und Manfred Arndt
- Streit um Grundstücke, Haufe-Verlag, Freiburg 1994, von Rolf Theißen und Hans-Georg Patt
- VOB/B-Bauvertragsabwicklung anhand von Musterformularen. Ein Leitfaden für öffentliche und gewerbliche Auftraggeber, 1. Auflage, Fraunhofer IRB Verlag/Bundesanzeiger Verlag, Stuttgart/Köln 2007
- Ingenieurleistungen mit wirtschaftlichem Erfolg, Verlagsgesellschaft Rudolf Müller, Köln 1998, von Rolf Theißen und Uwe Rühling

| Personendaten    | Personendaten                                                           |
| ---------------- | ----------------------------------------------------------------------- |
| NAME             | Theißen, Rolf                                                           |
| KURZBESCHREIBUNG | deutscher Rechtsanwalt, Notar, Fachanwalt für Bau- und Architektenrecht |
| GEBURTSDATUM     | 1956                                                                    |
| GEBURTSORT       | Krefeld                                                                 |